# One Night Only
One Night Only ist eine englische Indie-Rockband aus Helmsley, North Yorkshire. Sie besteht aus den fünf Musikern Jack Sails, Mark Hayton, Daniel Parkin, James und George Craig. Die Band wurde 2003 in der Besetzung Mark „Mittens“ Hayton, Daniel „POB“ Parkin, Sam „Gunner“ Ford und Kai Smith gegründet.

## Geschichte
Die Originalbesetzung von 2003 hatte keinen Sänger. Ein Freund von Sam Fords jüngerem Bruder, George Craig, der öfters bei den Proben zugesehen hatte, übernahm einige Male das Singen. Als die Bandmitglieder ihn offiziell fragten, ob er der Leadsänger werden möchte, willigte Craig nur unter der Bedingung ein, dass er auch Gitarre spielen darf. Nach kurzer Überlegung entließen sie den bisherigen Gitarristen Kai Smith aus der Band.
Anfangs spielten sie noch Coverversionen von Bands wie blink-182 und New Found Glory, nach einiger Zeit schrieb jedoch Craig die Texte. Die Scheidung seiner Eltern, Freundschafts- und -beziehungsprobleme verarbeitete er in seinen Songs. Auch gegenwärtig sind Beziehungen nach eigenen Aussagen Gegenstand der Texte. Nach zwei Jahren, als sie schon in fast allen Pubs ihres Heimatortes Helmsley aufgetreten waren, holte Craig den Keyboarder Jack Sails dazu. Sie spielten über 18 Monate lang im Norden Englands. Mit der Ausweitung in Richtung Süden rückte ein Plattenvertrag in greifbare Nähe. George beendete vorzeitig die Schulausbildung und konzentrierte sich fortan nur noch auf die Musik. Nach zehn weiteren Auftritten im ganzen Land wurden A&R-Manager auf die Band aufmerksam. Um alles richtig zu machen, probten sie tagelang. Eine ganze Woche spielten sie jeden Tag drei Sets umgeben von wichtigen und einflussreichen Menschen, um im März 2007 bei Vertigo Records zu unterschreiben. Danach begannen sie mit den Studioaufnahmen, um ihr erstes Album Started a Fire einzuspielen.

### Started a Fire (2007–2008)
Von August bis September 2007 arbeitete die Band an ihrem Debütalbum Started a Fire, das von Steve Lillywhite produziert wurde. Lillywhite war in den 1980er-Jahren als Produzent für New-Wave- und Rockbands wie Ultravox, U2 und Simple Minds erfolgreich. Das Album wurde am 4. Februar 2008 veröffentlicht. Ihre erste Single You and Me erschien im Oktober 2007 und kam in den britischen Charts auf Platz 46. Wesentlich erfolgreicher war die zweite Single Just for Tonight, die Platz neun erreichte. Ihre dritte Single It’s About Time platzierte sich nicht in den Top Ten. Die am 7. Juli 2008 veröffentlichte vierte Single, ein Re-Release von You and Me, behauptete fünf Wochen lang Platz eins in den Independent-Charts.

### One Night Only (2008–2010)
Zwei Jahre dauerten die Aufnahmen für das zweite Album One Night Only, das am 23. August 2010 herauskam und elf Songs beinhaltet. Am 16. August 2010 erschien die Single Say You Don’t Want It. Das Video zum Song wurde im Frühjahr 2010 in New York City als Hommage an den Zeichentrickfilm Susi und Strolch gedreht. Bei der Produktion bekam die Band Unterstützung von der britischen Schauspielerin Emma Watson. Craig und Watson, die bis Sommer 2010 gemeinsam bei Burberry als Model unter Vertrag standen, lernten sich während einer Kampagne der Bekleidungsmarke kennen.

### ONO Wednesdays
Nach dem Erfolg ihres Albums Started a Fire wurde ein Video auf YouTube und MySpace gezeigt, in dem die Bandmitglieder Golf spielen. Nach dem Erfolg dieses Videos erschien an fast jedem Mittwoch ein neuer Beitrag unter der Bezeichnung ONO Wednesdays, um die Fans auf dem Laufenden zu halten. Einige Videos enthielten auch Auszüge ihres Albums One Night Only.

## Diskografie

### Alben
- 2007: Started a Fire
- 2010: One Night Only
- 2015: Where The Sleepless Go

### Singles
- 2007: You and Me
- 2008: Just for Tonight
- 2008: It’s About Time
- 2010: Say You Don’t Want It
- 2011: Can You Feel It
- 2014: Get Around to It
- 2014: Plasticine